# Javier Correa Miller
Francisco Javier Correa Miller (Lima, 24 de agosto de 1925-ib., 27 de septiembre de 2008) fue un médico endocrinólogo, investigador y docente universitario peruano. Fue ministro de Salud, por unas horas, en el primer gobierno de Fernando Belaunde, antes del golpe de Estado de 3 de octubre de 1968. 

## Biografía
Hijo del jurista y diplomático Javier Correa Elías y de Violeta Miller Martens. Cursó sus estudios escolares en el Colegio Sagrados Corazones Recoleta. No bien terminó la secundaria, pasó a ser ayudante de laboratorio en el Instituto de Biología Andina que dirigía Carlos Monge Medrano y cuyo director de investigaciones era el doctor Alberto Hurtado Abadía (casado con una de sus tías maternas).
Ingresó a la Universidad Mayor de San Marcos y se tituló de médico. Gracias a una beca de la Fundación Rockefeller, viajó a los Estados Unidos para hacer estudios de especialización en endocrinología en la Universidad de Harvard. Luego pasó a la Universidad de Washington, donde se graduó como Senior Fellow en su especialidad.  Participó como expositor en la prestigiosa serie de conferencias Dunham Lectures organizada por Escuela Médica de Harvard, siendo el primer recién egresado en la historia que recibió tal honor (1952). Durante dos años hizo su práctica profesional en el Hospital General de Massachusetts.
De regreso al Perú, fue nombrado jefe del Laboratorio de Endocrinología del Instituto Nacional de Biología Andina (1956), así como profesor en la Facultad de Medicina Humana de la Universidad de San Marcos, trabajando al lado del catedrático Alberto Hurtado Abadía. Junto con él, continuó su labor de investigación sobre la biología humana de la adaptación a la altura y el llamado mal de montaña crónico. Formó parte del grupo de médicos fundadores de la Universidad Peruana Cayetano Heredia (1961). En años posteriores se interesó en la geriatría e impulsó la medicina familiar.
Fue también presidente del Consejo Superior del Seguro Social del Empleado (1963) y del Instituto Peruano de Energía Nuclear, IPEN (1967).
El 2 de octubre de 1968 fue nombrado ministro de Salud Pública y Asistencia Social por el presidente Fernando Belaunde Terry, que estaba en su primer gobierno. Integró así el Consejo de Ministros presidido por Miguel Mujica Gallo, llamado «gabinete de un día», pues oficialmente solo duró doce horas, desde la tarde de ese día hasta la madrugada siguiente, cuando se produjo golpe de Estado de octubre de 1968. En su calidad de ministro, llegó a firmar un solo documento: una carta al Ministro de Relaciones Exteriores, declinando una invitación a participar en una reunión de ministros de Salud en Buenos Aires. Junto con otros ministros fue llevado por los golpistas al cuartel del Potao, donde fue retenido. Al ser liberado, decidió ir a los Estados Unidos, estableciéndose en Seattle, donde permaneció durante 31 años. Allí ejerció como director de un hospital geriátrico.
En 2002 regresó al Perú. El 22 de agosto de 2005 fue incorporado como académico de número a la Academia Nacional de Medicina. De 2006 a 2007 trabajó como asesor ad honorem del Ministerio de Salud.
Fue secretario general del 5.º Congreso Panamericano de Endocrinología; presidente de la Junta de Control de Energía Atómica; y miembro de la Junta de Gobernadores del Organismo Internacional de Energía Atómica (organismo conexo a la ONU).
Fundó la Sociedad Peruana de Endocrinología, fue miembro honorario de la Sociedad Peruana de Gerontología y miembro emérito de la Endocrine Society.